# Paul Is Live
Paul Is Live är ett livealbum av den brittiske popartisten Paul McCartney. Det släpptes 1993 under hans New World Tour i samband med utgivningen av albumet Off the Ground.
Framsidan på albumet ska skämta med "Paul is dead"-ryktet. Paul McCartney går ensam över Abbey Road med ett hundkoppel i vänstra handen med vänstra foten nere och i bakgrunden står det "51 IS" (Han var 51 år när albumet gjordes).

## Låtlista
Alla låtar skrivna av Lennon/McCartney om inget annat anges.
1. "Drive My Car" – 2:34
2. "Let Me Roll It" (Paul & Linda McCartney) – 4:10
3. "Looking for Changes" (Paul McCartney) – 2:43
4. "Peace in the Neighbourhood" (Paul McCartney) – 4:50
5. "All My Loving" – 2:16
6. "Robbie's Bit (Thanks Chet)" (Robbie McIntosh) – 2:00 
  - Ett solo-framförande av gitarristen Robbie McIntosh som en hyllning till gitarristen Chet Atkins.
7. "Good Rockin' Tonight" (Roy Brown) – 2:48
8. "We Can Work It Out" – 2:42
9. "Hope of Deliverance" (Paul McCartney) – 3:29
10. "Michelle" – 2:56
11. "Biker Like an Icon" (Paul McCartney) – 3:40
12. "Here, There and Everywhere" – 2:29
13. "My Love" (Paul & Linda McCartney) – 4:06
14. "Magical Mystery Tour" – 3:15
15. "C'mon People" (Paul McCartney) – 5:38
16. "Lady Madonna" – 2:33
17. "Paperback Writer" – 2:39
18. "Penny Lane" – 2:58
19. "Live and Let Die" (Paul & Linda McCartney) – 3:51
20. "Kansas City" (Jerry Leiber/Mike Stoller) – 3:54
21. "Welcome to Soundcheck" (Paul McCartney) – 0:41
22. "Hotel in Benidorm" (Paul McCartney) – 2:00
23. "I Wanna Be Your Man" – 2:36
24. "A Fine Day" (Paul McCartney) – 6:18

## Medverkande
- Paul McCartney - sång, bas, elgitarr, akustisk gitarr, piano
- Linda McCartney - sång, keyboards
- Robbie McIntosh - elgitarr, akustisk gitarr, sång
- Hamish Stuart - sång, elgitarr, akustisk gitarr, bas
- Paul 'Wix' Wickens - keyboards, sång
- Blair Cunningham - trummor, slagverk